# René Coba Galarza

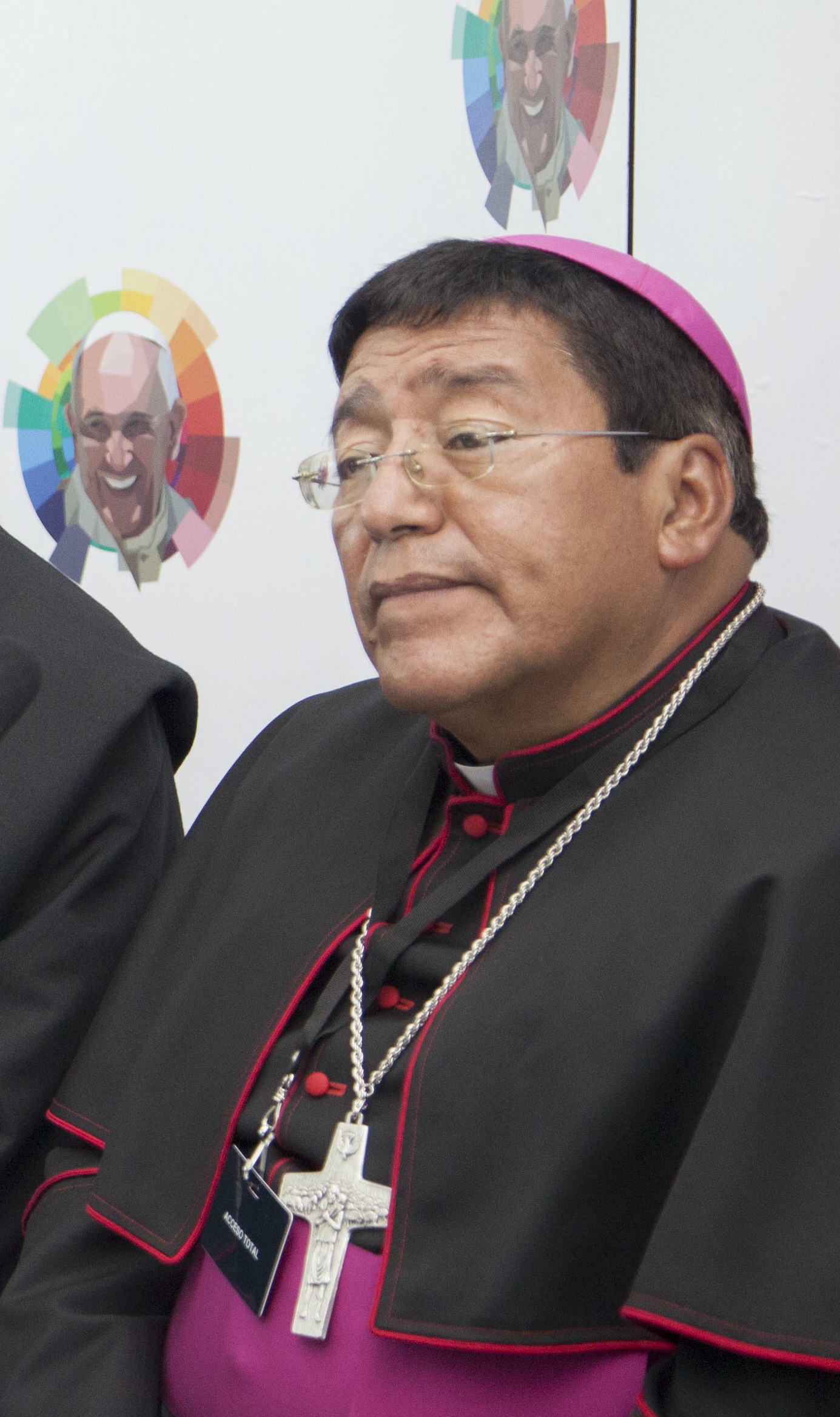
René Coba Galarza (2015).

Segundo René Coba Galarza (* 26. September 1957 in Quito, Ecuador) ist ein ecuadorianischer Geistlicher und römisch-katholischer Bischof von Ibarra.

## Leben
Der Erzbischof von Quito, Pablo Kardinal Muñoz Vega SJ, weihte ihn am 5. Dezember 1984 zum Priester. Vor seiner Bischofsernennung war Coba dort Generalvikar.
Papst Benedikt XVI. ernannte ihn am 7. Juni 2006 zum Titularbischof von Vegesela in Byzacena und Weihbischof in Quito. Der Erzbischof von Quito, Raúl Eduardo Vela Chiriboga, spendete ihm am 21. Juni desselben Jahres die Bischofsweihe; Mitkonsekratoren waren Julio César Terán Dutari SJ, Bischof von Ibarra, und Néstor Rafael Herrera Heredia, Bischof von Machala.
Am 18. Juni 2014 ernannte ihn Papst Franziskus zum Militärbischof von Ecuador. Am 12. Dezember 2019 ernannte ihn der Papst zum Bischof von Ibarra. Die Amtseinführung fand am 1. Februar des folgenden Jahres statt.